# Doświadczenie Ivesa-Stillwella

Doświadczenie Ivesa–Stilwella (1938). „promienie kanałowe” (mieszanka złożona głównie z jonów H_{2}^{+} i H_{3}^{+}) były przyspieszane przez perforowane płytki. naładowane od 6,788 do 18,350 woltów. Wiązka oraz jej odbity obraz były jednocześnie obserwowane przy pomocy wklęsłego zwierciadła, przesuniętego o 7° w stosunku do wiązki. (Na ilustracji przesunięcie to jest wyolbrzymione.)

Doświadczenie Ivesa-Stillwella – doświadczenie fizyczne, które miało na celu sprawdzenie wkładu relatywistycznej dylatacji czasu w przesunięciu dopplerowskim dla światła. Wyniki jego były zgodne z formułą poprzecznego efektu Dopplera i był pierwszym bezpośrednim, ilościowym potwierdzeniem czynnika dylatacji czasu. Od tego czasu przeprowadzono szereg eksperymentów tego typu, ze wzrastającą precyzją. Razem z doświadczeniem Michelsona-Morleya oraz doświadczeniem Kennedy’ego-Thorndike’a, stanowi jeden z fundamentalnych testów szczególnej teorii względności.
Zarówno dylatacja czasu, jak i relatywistyczny efekt Dopplera, zostały przewidziane przez Alberta Einsteina w jego brzemiennej pracy z 1905 roku. Einstein zasugerował następnie (1907) eksperyment, bazujący na pomiarze względnych częstotliwości odbieranego z poruszającego się względem obserwatora emitera, oraz obliczenia dodatkowego przesunięcia dopplerowskiego na skutek dylatacji czasu. Efekt ten został później nazwany „poprzecznym efektem Dopplera”, gdyż z początku planowano przeprowadzać pomiar prostopadle do ruchu źródła, celem oddzielenia efektu relatywistycznego od znacznie większego podłużnego efektu Dopplera. Jednakże Herbert E. Ives oraz G.R. Stillwell (odnoszący się do dylatacji czasu jako wynikającej z teorii Lorentza i Larmora) zaniechali takiej konfiguracji. Użyli promieni w kierunkach podłużnych oraz znaleźli sposób na oddzielenie znacznie mniejszego efektu relatywistycznego. Eksperyment przeprowadzono w 1938, po czym był on wiele razy powtarzany (np.). Przeprowadzono szereg podobnych eksperymentów o coraz większej precyzji, m.in. przez Ottinga (1939) oraz zespoły Mandelberga (1962) i Hasselkampa (1979).